# 玛丽·梅普斯·道奇
玛丽·伊丽莎白·梅普斯·道奇（英語：Mary Elizabeth Mapes Dodge，1831年1月26日—1905年8月21日），是美国儿童作家和编辑，因为作品中的《堵水坝的男孩》而世界知名。

## 著作
- 《银冰鞋》湖北教育出版社（1970年）